# 茨城県道178号常磐公園線

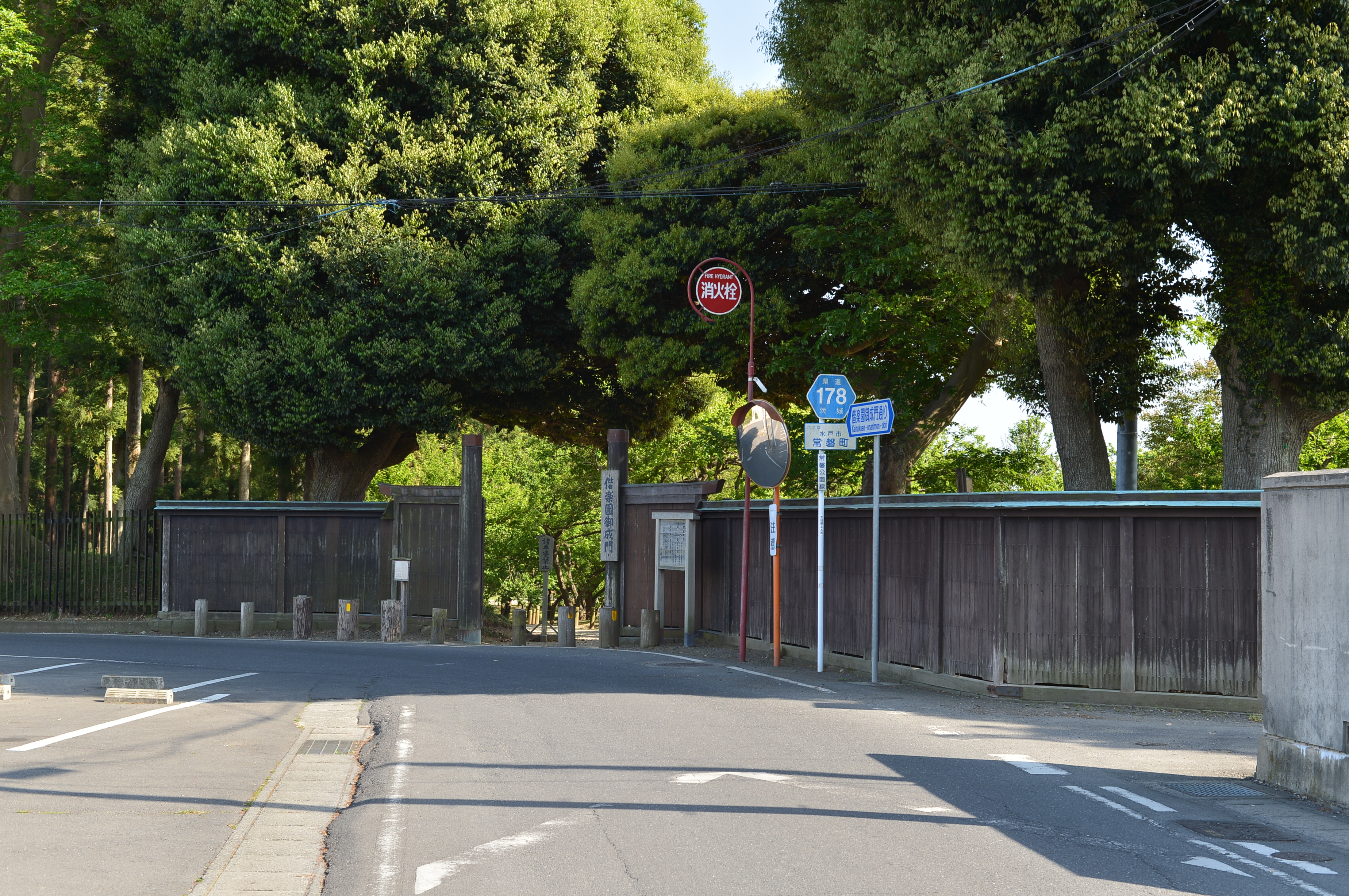
茨城県道178号常磐公園線
起点・偕楽園御成門前（2015年5月）

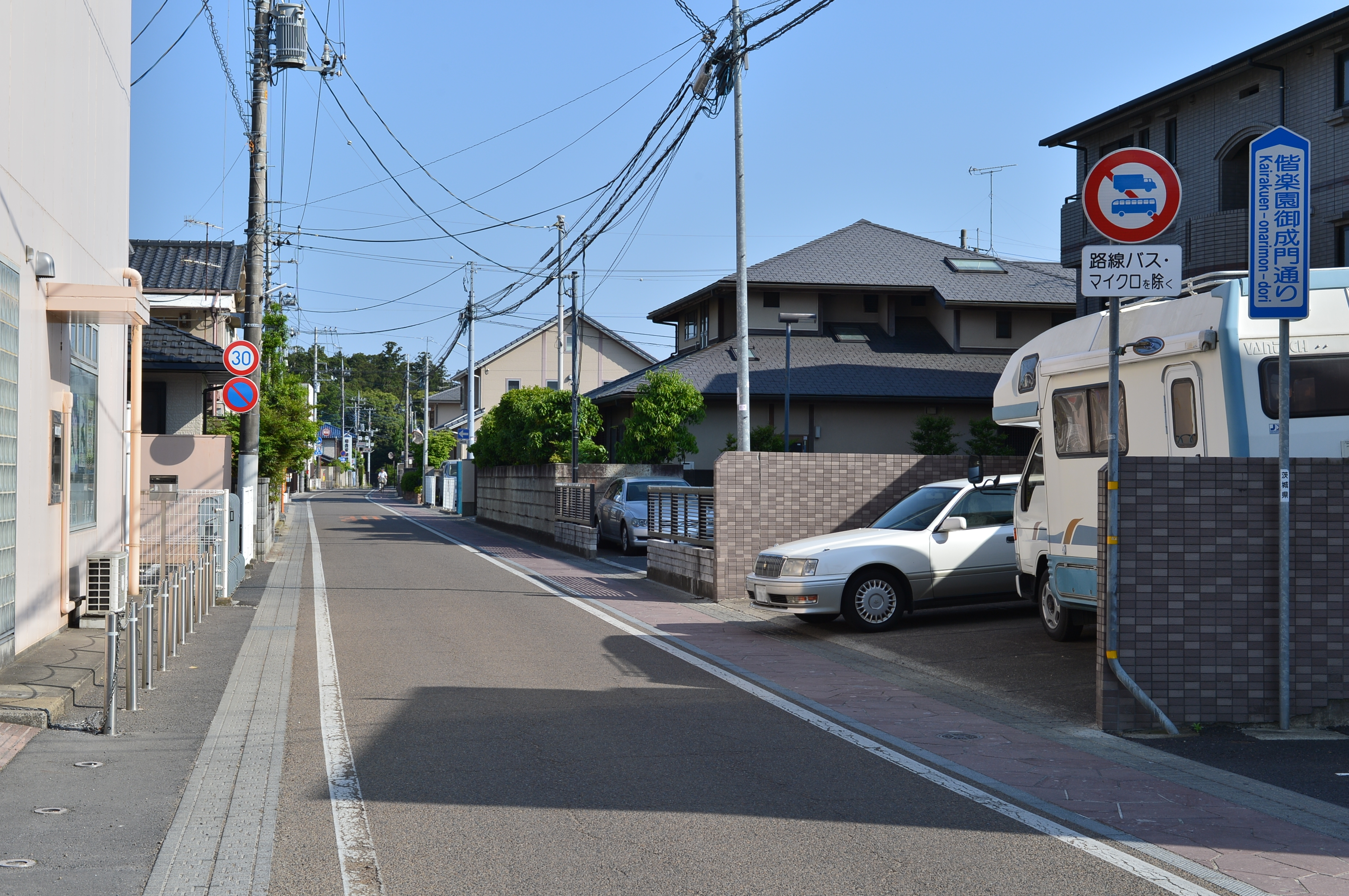
終点・歴史館交差点付近（2015年5月）

茨城県道178号常磐公園線（いばらきけんどう178ごう ときわこうえんせん）は、茨城県水戸市内を通る県道で偕楽園へ接続する観光地連絡道路である。

## 概要
偕楽園の北に位置する偕楽園御成門から茨城県道30号水戸岩間線（歴史館入口交差点）まで結ぶ、住宅街中心を通る直線道路である。路線名にある「常磐公園」とは、偕楽園公園を指す。

### 路線データ
- 起点：水戸市常磐町（偕楽園入口）[1]
- 終点：水戸市元山町（茨城県道30号水戸岩間線交点）[1]
- 総延長：0.304 km[2]
- 重用延長：なし[2]
- 未供用延長：なし[2]
- 実延長：0.304 km[2]
- 自動車交通不能区間延長[注釈 1]：なし[2]

## 歴史
1959年（昭和34年）10月14日、新たな県道として水戸市常磐町公園入口を起点とし、県道水戸岩間線交点を終点とする区間を本路線とする県道常磐公園線として茨城県が県道路線認定した。
1995年（平成7年）に整理番号178となり現在に至る。

### 年表
- 1842年（天保13年）：偕楽園開園
- 1928年（昭和3年）3月1日：現在の路線の前身である（旧）常磐公園線が路線認定される。
- 1959年（昭和34年）10月14日
  - 改めて常磐公園線（図面対照番号181）が路線認定される[3]。
  - 道路の区域は、水戸市常磐町の公園入口から水戸市木折町の県道水戸岩間線交点までと決定された[1]。
- 1995年（平成7年）3月30日：整理番号238から現在の番号（整理番号178）に変更される[4]。

## 路線状況

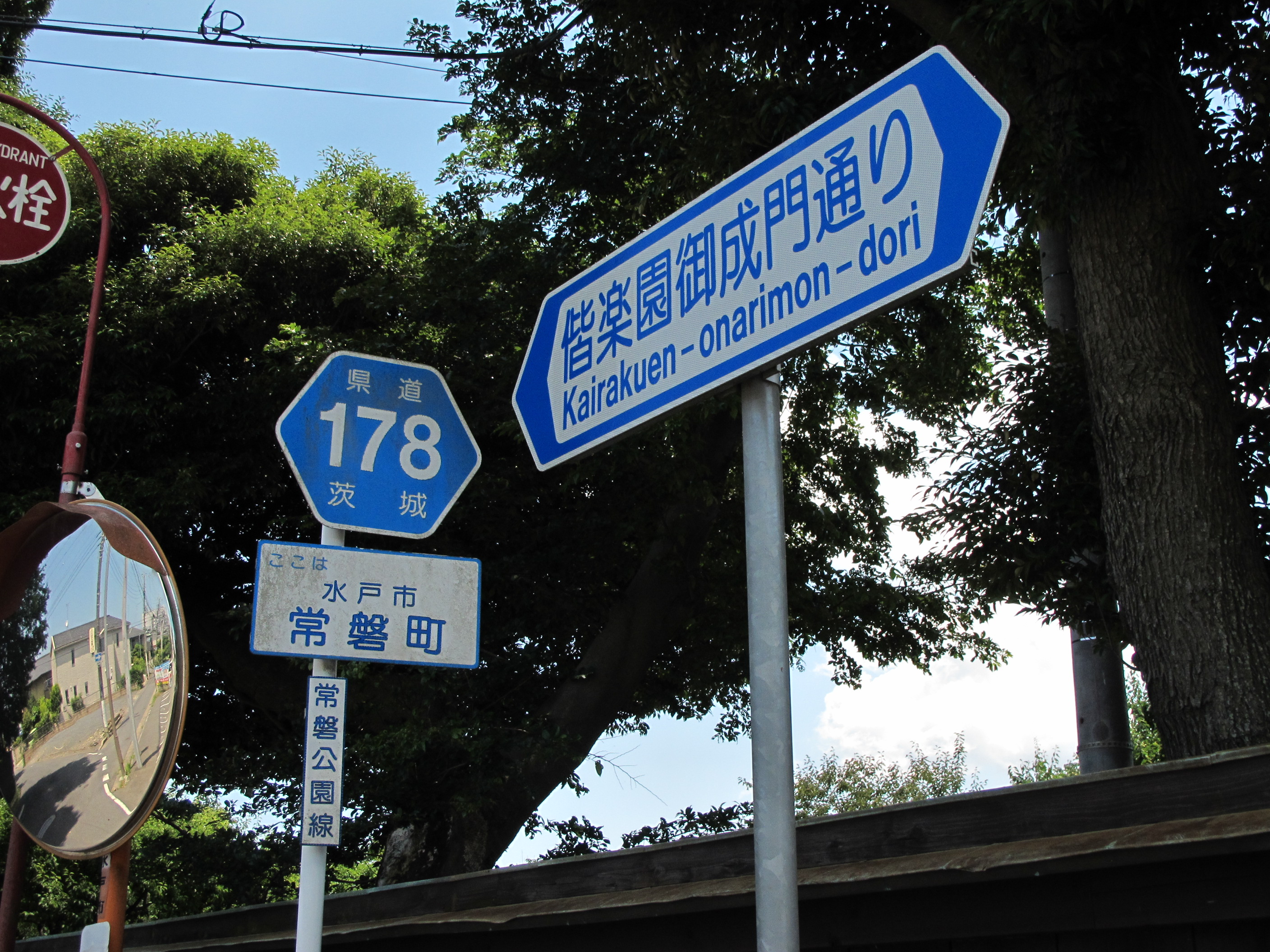
偕楽園御成門通りの標識

幅員は1車線と狭いが、赤い石畳調の片側歩道が整備された街路が特徴となっている。車両通行は歴史館交差点側から偕楽園へ向かう一方通行となっており、路線バス・マイクロバスを除く大型車は通行禁止の通行規制となっている。

### 通称
偕楽園御成門通り
偕楽園御成門通りは、茨城県道342号上水戸停車場千波公園線・常磐神社入口から偕楽園御成門前を通り、茨城県道30号水戸岩間線・歴史館入口交差点までの道路で、本県道の全線が、偕楽園御成門通りの西側半分に含まれる。

## 地理

### 通過する自治体
- 茨城県水戸市

### 交差する道路
- 茨城県道30号水戸岩間線（水戸市元山町）

### 沿線
- 偕楽園